# Maceió (microregio)
Maceió (IPA: [masejˈjɔ]) is een van de dertien microregio's van de Braziliaanse deelstaat Alagoas. Zij ligt in de mesoregio Leste Alagoano en grenst aan de Atlantische Oceaan in het oosten en de microregio's Litoral Norte Alagoano in het noordoosten, Mata Alagoana in het noorden en westen en São Miguel dos Campos in het zuidwesten en zuiden. De microregio heeft een oppervlakte van ca. 1821 km². Midden 2004 werd het inwoneraantal geschat op 1.080.373.
Tien gemeenten behoren tot deze microregio:
- Barra de Santo Antônio
- Barra de São Miguel
- Coqueiro Seco
- Maceió
- Marechal Deodoro
- Paripueira
- Pilar
- Rio Largo
- Santa Luzia do Norte
- Satuba

Mesoregio's: Agreste Alagoano · Leste Alagoano · Sertão Alagoano

Microregio's: Alagoana do Sertão do São Francisco · Arapiraca · Batalha · Litoral Norte Alagoano · Maceió · Mata Alagoana · Palmeira dos Índios · Penedo · São Miguel dos Campos · Santana do Ipanema · Serrana do Sertão Alagoano · Serrana dos Quilombos · Traipu